# Fumel
Fumel település Franciaországban, Lot-et-Garonne megyében. Lakosainak száma 4696 fő (2022. január 1.). Fumel Cuzorn, Soturac, Monsempron-Libos, Montayral, Saint-Front-sur-Lémance és Saint-Vite községekkel határos.

## Népesség
A település népességének változása:
| Lakosok száma | 7067 | 6582 | 5882 | 5285 | 5074 | 4886 | 4834 | 4755 | 4709 | 4696 |
|               | 1968 | 1982 | 1990 | 2006 | 2013 | 2015 | 2017 | 2019 | 2020 | 2022 |